# Bràfim (kommun)
Bràfim är en kommun i Spanien.   Den ligger i provinsen Província de Tarragona och regionen Katalonien, i den östra delen av landet, 400 km öster om huvudstaden Madrid. Antalet invånare är 670. Arean är 6,4 kvadratkilometer. Bràfim gränsar till Vila-rodona, Montferri, Vilabella, Puigpelat och Alió. 
Terrängen i Bràfim är platt.